# Thomas Remengesau Jr.
Thomas Esang Remengesau Jr. (Koror, 28 febbraio 1956) è un politico palauano, presidente della Repubblica di Palau dal 2001 al 2009 e nuovamente dal 2013 al 2021.

## Biografia
È figlio di Thomas Remengesau Sr., ex-presidente di Palau.
Eletto nel 1992 come vicepresidente di Johnson Toribiong, venne successivamente eletto Presidente della Repubblica di Palau nel 2000, assumendo ufficialmente l'incarico il 1º gennaio 2001 e rimanendo in carica fino al 2009. Per quattro anni ha abbandonato la carica, ma nel novembre 2012 è stato nuovamente eletto Presidente, incarico che ha assunto ufficialmente il 15 gennaio 2013. Nel 2016 è stato confermato per un ulteriore mandato.